# Lagos (Portugal)
Lagos (Arabisch: Zawaia) is een stad en gemeente in het Portugese district Faro. De gemeente heeft een totale oppervlakte van 213 km² en telde 28.890 inwoners in 2007. De stad Lagos heeft ongeveer 19.000 inwoners.

Het grootste deel van de inwoners in de gemeente woont langs de kustlijn en werkt in het toerisme. Het binnenland van de gemeente is een stuk dunner bevolkt en in dit gebied werken de meeste mensen in de landbouw en bosbouw.
Lagos ligt ongeveer 35 kilometer ten oosten van Kaap Sint-Vincent: het meest zuidwestelijke punt van het Europese vasteland.

## Geschiedenis
De stad is als Zawaia (betekenis: "meer") in de 8e eeuw in bezit gekomen van de moslims van Al-Andalus, die het op de Byzantijnen hadden veroverd. In 1174 heeft de lokale wāli toestemming gegeven voor de bouw, buiten de muren van de stad, van een kerk ter ere van Johannes de Doper. Deze kerk is de oudste in de Algarve. Koning Alfons II van Portugal wist de stad in 1241 definitief in Portugese handen te brengen.
In Lagos werd in 1444 een overdekte slavenmarkt gebouwd, de eerste in Europa. In het gebouw is tegenwoordig een slavernijmuseum gevestigd.

## Plaatsen in de gemeente
- Barão de São João
- Bensafrim
- Praia de Luz
- Odiáxere
- Portelas
- Santa Maria
- São Sebastião